# ファルコーネ・ボルセリーノ国際空港
ファルコーネ・ボルセリーノ国際空港（ファルコーネ・ボルセリーノこくさいくうこう、英：Falcone Borsellino Airport、伊：Aeroporto Falcone Borsellino）、あるいは単にパレルモ空港 (Palermo Airport) と呼ばれる空港はイタリア共和国パレルモ県パレルモ北西のプンタ・ライジに位置する国際空港である。 かつてはプンタ・ライジ空港 (Punta Raisi Airport) とも呼ばれた。シチリア島ではカターニア＝フォンターナロッサ空港に次ぐ旅客数を誇り、2016年には5,325,559人が空港を利用した。

## 歴史

### 初期史
1985年、パレルモ空港の管理会社であるGESAP S. p. a.が設立された。GESAPはパレルモ県、パレルモ (コムーネ)、商工会議所、チーニジ (コムーネ) などのパートナーの間で分割された15,912,332ユーロの全額払込済み資本金を持っている。1994年まで、GESAPはパレルモ空港での地上サービスの取扱業者および供給業者として独占的に運営がなされており、GESAPの監督は政府直轄の地方空港総局 (District Airport Directorate) によってなされていた。
空港は1992年にシチリアマフィアによって殺害された2人の主要な反マフィア裁判官ジョヴァンニ・ファルコーネとパオロ・ボルセリーノの名を取ってファルコーネ・ボルセリーノ国際空港に改称された。シチリアの彫刻家トマーゾ・ジェラーチによって製作された二人の肖像画が描かれた直径1.90メートル（6フィート3インチ）のプラークが空港の出発ホールメインエントランスに設置されており、碑文にはGiovanni Falcone–Paolo Borsellino–Gli Altri–L'orgoglio della Nuova Sicilia（ジョヴァンニ・ファルコーネ-パオロ・ボルセリーノ-その他-新しいシチリア島の誇り）と刻まれている。
1994年に、GESAPは地上サービス（空港の建物とその周辺地域）運営の独占を認可した20年の契約が失効されることから部分管理を担当するようになった。
1999年4月、GESAPは空港の航空機運航の要であるインフラ（滑走路、誘導路、エプロン）を管理することをart. 17 L. 135/97によって命じられた。
空港管理会社としてGESAPは空港のエリア、インフラ、システムを計画、作成、管理し、必要な維持管理を行っている。また、公共情報システム、セキュリティ管理、監視などの一元化されたサービスを提供するとともに商業施設の管理も行っている。

### 2000年代以降
2004年4月、GESAPはUNI ISO 9001/2000 (Vision 2000) の認証を受けた。同社はすでにハンドリング分野でサービスとプロセスの認証を受けており、これも2006年12月に認証機関TÜVによって更新された。
2004年5月30日、イタリア民間航空局 (ENAC) はENACの「空港の建設および管理に関する規則」(regulations for the construction and management of airports) に定められた規則に空港が完全に準拠していることを確認し、GESAPに空港証明書 (airport certificate) を与えた。2007年5月24日、GESAPは空港証明書を更新し2010年5月30日までの空港証明書を取得した。
GESAPはハンドリング部門を管理会社であるGHパレルモに移管し、空港の総合管理に40年間の独占を許可されるのを待機していた。これは2005年3月1日のENACの取締役会の後、2006年11月17日に行われた会議で正式に承認された。

## 就航路線
| 航空会社                                     | 就航地 |
| -------------------------------------------- | --- |
| エーゲ航空 (AEE)                             | 季節運航：アテネ |
| エールフランス (AFR)                         | 季節運航：パリ/シャルル・ド・ゴール (2019年7月18日運航開始) |
| マルタ航空 (AMC)                             | マルタ |
| アリタリア-イタリア航空 (AZA)                | ミラノ/リナーテ、ローマ/フィウミチーノ 季節運航：モスクワ/シェレメーチエヴォ |
| オーストリア航空 (AUA)                       | 季節運航：ウィーン |
| アバイオレット (ASL)                         | 季節運航・チャーター便：ベオグラード |
| ブリティッシュ・エアウェイズ (BAW)           | 季節運航：ロンドン/ヒースロー |
| ブリュッセル航空 (BEL)                       | 季節運航：ブリュッセル |
| ダニッシュ・エア・トランスポート (DTR)       | ランペドゥーザ、パンテッレリーア |
| イージージェット (EZY)                       | ロンドン/ガトウィック、ミラノ/マルペンサ、ナポリ 季節運航：リバプール、ロンドン/ルートン、リヨン、パリ/オルリー |
| イージージェット・スイス (EZS)               | ジュネーヴ |
| ユーロウイングス (EWG)                       | シュトゥットガルト 季節運航：ケルン/ボン、ミュンヘン |
| イベリア・エクスプレス (IBS)                 | 季節運航：マドリード |
| ラウダ (LDM)                                 | 季節運航：デュッセルドルフ |
| ルフトハンザドイツ航空 (DLH)                 | フランクフルト、ミュンヘン |
| ルクスエア (LGL)                             | 季節運航：ルクセンブルク |
| ネオス (NOS)                                 | 季節運航：ミラノ/マルペンサ |
| ノルウェー・エアシャトル (NAX)               | 季節運航：ストックホルム/アーランダ |
| ポベーダ (PBD)                               | モスクワ/ヴヌーコヴォ |
| ライアンエアー (RYR)                         | アテネ、ボーヴェ、ベルガモ、ベルリン/シェーネフェルト、ボローニャ、ボルドー (2019年10月29日運航開始)、ブカレスト、ブダペスト、シャルルロワ、ケルン/ボン、ハーン (2019年10月29日運航開始)、クラクフ (2019年10月29日運航開始)、ロンドン/スタンステッド、マドリード、マルセイユ、メミンゲン、ミラノ/マルペンサ、ニュルンベルク、ピサ、ローマ/フィウミチーノ、トゥールーズ (2019年11月1日運航開始)、トレヴィーゾ、トリノ、バレンシア、ヴェローナ、ヴェーツェ、ヴロツワフ 季節運航：ダブリン、マンチェスター |
| スカンジナビア航空 (SAS)                     | 季節運航：コペンハーゲン、オスロ/ガーデモエン、ストックホルム/アーランダ |
| スイス インターナショナル エアラインズ (SWR) | 季節運航：チューリッヒ |
| トランサヴィア (TRA)                         | 季節運航：ロッテルダム |
| トランサヴィア・フランス (TVF)               | パリ/オルリー 季節運航：リヨン、ナント |
| TUIフライ・ベルギー (JAF)                    | 季節運航：ブリュッセル、リール 季節運航・チャーター便：ブレスト、リヨン、ナント、パリ/シャルル・ド・ゴール、トゥールーズ |
| チュニスエア (TAR)                           | チュニス |
| ボロテア (VOE)                               | アンコナ、バーリ、ジェノヴァ、ナポリ、トリノ、ヴェネツィア、ヴェローナ 季節運航：ビルバオ、ボルドー、カリアリ、コルフ、イラクリオン、イビサ、リヨン、マラガ、ナント、ニース、オルビア、パルマ・デ・マヨルカ、ペスカーラ、ローズ、サントリーニ、スプリト、ストラスブール、トゥールーズ、ザキントス |
| ブエリング航空 (VLG)                         | バルセロナ、フィレンツェ、ローマ/フィウミチーノ |

## 焦点空港としている航空会社
以下の3社が焦点空港としている。
- アリタリア-イタリア航空 (AZA)
- ライアンエアー (RYR)
- ボロテア (VOE)

## 事故
- アリタリア航空112便墜落事故 - 1972年5月5日、当空港に進入中であったアリタリア航空112便がパイロットエラーで空港から南西5キロ地点に墜落。乗員乗客115人全員が死亡。
- アリタリア航空4128便墜落事故 - 1978年12月23日、当空港に進入中であったアリタリア航空4128便がパイロットエラーでティレニア海へ墜落。乗員乗客129人中108人が死亡。
- チュニインター1153便不時着水事故 - 2005年8月6日、当空港へ向かっていたチュニインター1153便が燃料計の取替ミスで燃料切れを起こし空港から約18マイル離れた地中海へ不時着水。乗員乗客39人中16人が死亡。
- ウィンドジェット243便着陸失敗事故 - 2010年9月24日、雷雨の中、当空港に進入中であったウィンドジェット243便がウインドシアに見舞われ姿勢を乱し滑走路手前に着陸。着陸時の衝撃で降着装置が破損していたため脱出用スライドで緊急脱出。脱出時に約20人の乗客が負傷[13][14]。

## アクセス

### 鉄道
空港にはトレニタリアのプンタ・ライジ駅が直結しており、平日は早朝から午後10時頃まで約30分ヘッドでパレルモ中央駅への列車が発着している。

### バス
空港ターミナルビルの外にあるバス停に停車し、空港とパレルモ市内を結ぶ民間バス会社がいくつかある。また、パレルモ、カターニア、メッシーナなどのシチリアの他の地域へ向かうバスも発着している。